# Carol Burnett-életműdíj
A Carol Burnett-életműdíj egy tiszteletbeli Golden Globe-díj, amelyet a Hollywood Foreign Press Association (HFPA) adományoz "a képernyőn vagy képernyőn kívüli televíziózáshoz kapcsolódó kiemelkedő hozzájárulásért".
A HFPA igazgatótanácsa a díjat a jelölt munkássága alapján és a televíziós karrierjének eredményeinek az iparra és a közönségre gyakorolt tartós hatása alapján választja ki. A díj egyenértékű a filmes elismeréssel, a Cecil B. DeMille-életműdíjjal. Először a 76. Golden Globe-díj ünnepségen mutatták be 2019 januárjában, első díjazottja a színésznő és úttörő Carol Burnett volt, akinek tiszteletére nevezték el a díjat.

## A kitüntetettek listája
| Év   | Kép                       | Kitüntetett személy       | Állampolgárság            | Leírás | Forr.                     |
| ---- | ------------------------- | ------------------------- | ------------------------- | --- | ------------------------- |
| 2019 | Carol Burnett, 2014       | Carol Burnett             | USA                       | „A televíziós ikon, Carol Burnett egy amerikai színésznő, komikus, énekes és író, akinek karrierje hét évtized televízióban zajlik. Legjobban ismert a The Carol Burnett Show úttörő vígjáték-variánsáról. Ő a legdíszesebb személy a Golden Globe televíziós kategóriában, 17 jelölésből 6-ot meg is nyert.” Steve Carell adta át a díjat Burnettnek. Hét Primetime Emmy-díjat nyert, és többek között a Kennedy Központ kitüntetés, Mark Twain-díj, a Peabody-díj és a Screen Actors Guild-életműdíj címzettje." | [ 1 ]                     |
| 2020 | Ellen DeGeneres, 2011     | Ellen DeGeneres           | USA                       | „A saját nevével fémjelzett sitcomjától kezdve, a stand-upon át egészen a saját neve alatt futó Ellen DeGeneres Show-ig mind hozzájárult ahhoz, hogy ma Ellen DeGeneres az egyik ha nem a legismertebb és kedveltebb talkshow műsorvezető Amerikában. A televíziós házigazda igazi úttörő számtalan területen, aki közel 25 éve vonzza a közönséget vitathatatlan varázsa és szellemessége révén. Televíziós sikerein túlmenően elkötelezett támogatója azoknak akik nem tudják saját hangjukat hallatni. Saját platformján keresztül kedvességet, örömöt és elfogadást közvetít.” A díjat Kate McKinnon adta át DeGeneresnek. | [ 2 ]                     |
| 2021 | Ellen DeGeneres, 2017     | Norman Lear               | USA                       | „Norman Lear e generáció legtermékenyebb alkotóinak egyike. Karrierje felölelte az aranykort és a streaming korszakát is. A humorral kezelt ellentmondásos témák progresszív megközelítése olyan kulturális változást eredményezett, amely lehetővé tette társadalmi és politikai kérdések visszatükrözését a televízióban. Munkája forradalmasította az ipart.” A díjat Amy Poehler adta át Learnek. | [ 3 ]                     |
| 2022 | A díjat nem osztották ki. | A díjat nem osztották ki. | A díjat nem osztották ki. | A díjat nem osztották ki. | A díjat nem osztották ki. |
| 2023 | Ellen DeGeneres, 2017     | Ryan Murphy               | USA                       | „Író, rendező és producer. Egy Golden Globe-díja van, valamint hat jelölése.” A díjat Billy Porter adta át Murphynek. |                           |
| 2024 | A díjat nem osztották ki. | A díjat nem osztották ki. | A díjat nem osztották ki. | A díjat nem osztották ki. | A díjat nem osztották ki. |
| 2025 | Ted Danson, 2025          | Ted Danson                | USA                       | "Ted Danson évtizedek óta szórakoztatja a közönséget ikonikus előadásaival, amelyek örökre beépülnek a televíziózás történetébe" - mondta Helen Hoehne, a Golden Globe elnöke közleményében. "Híres karrierje bizonyítja figyelemre méltó színészi tehetségét és sokoldalúságát, és hasonlít a díj legendás névrokonára." |                           |

## Fordítás
Ez a szócikk részben vagy egészben  a   Carol Burnett Award című angol Wikipédia-szócikk ezen változatának fordításán alapul.  Az eredeti cikk szerkesztőit annak laptörténete sorolja fel. Ez a jelzés csupán a megfogalmazás eredetét és a szerzői jogokat jelzi, nem szolgál a cikkben szereplő információk forrásmegjelöléseként.